# Когда они пришли…
«Когда они пришли…» — цитата из выступлений немецкого пастора Мартина Нимёллера, которой он пытался объяснить бездействие немецких интеллектуалов и их непротивление нацистам.
В ноябре 1945 года Нимёллер посетил бывший концлагерь Дахау, где он был узником с 1941 по апрель 1945 года. Запись в его дневнике показывает, что это посещение стало толчком к будущей знаменитой цитате. Существует несколько версий этой цитаты, которые незначительно отличаются друг от друга. Скорее всего, она впервые была произнесена в 1946 году. В печатном виде она впервые была опубликована в 1955 году.

## Варианты
Основной вариант цитаты:

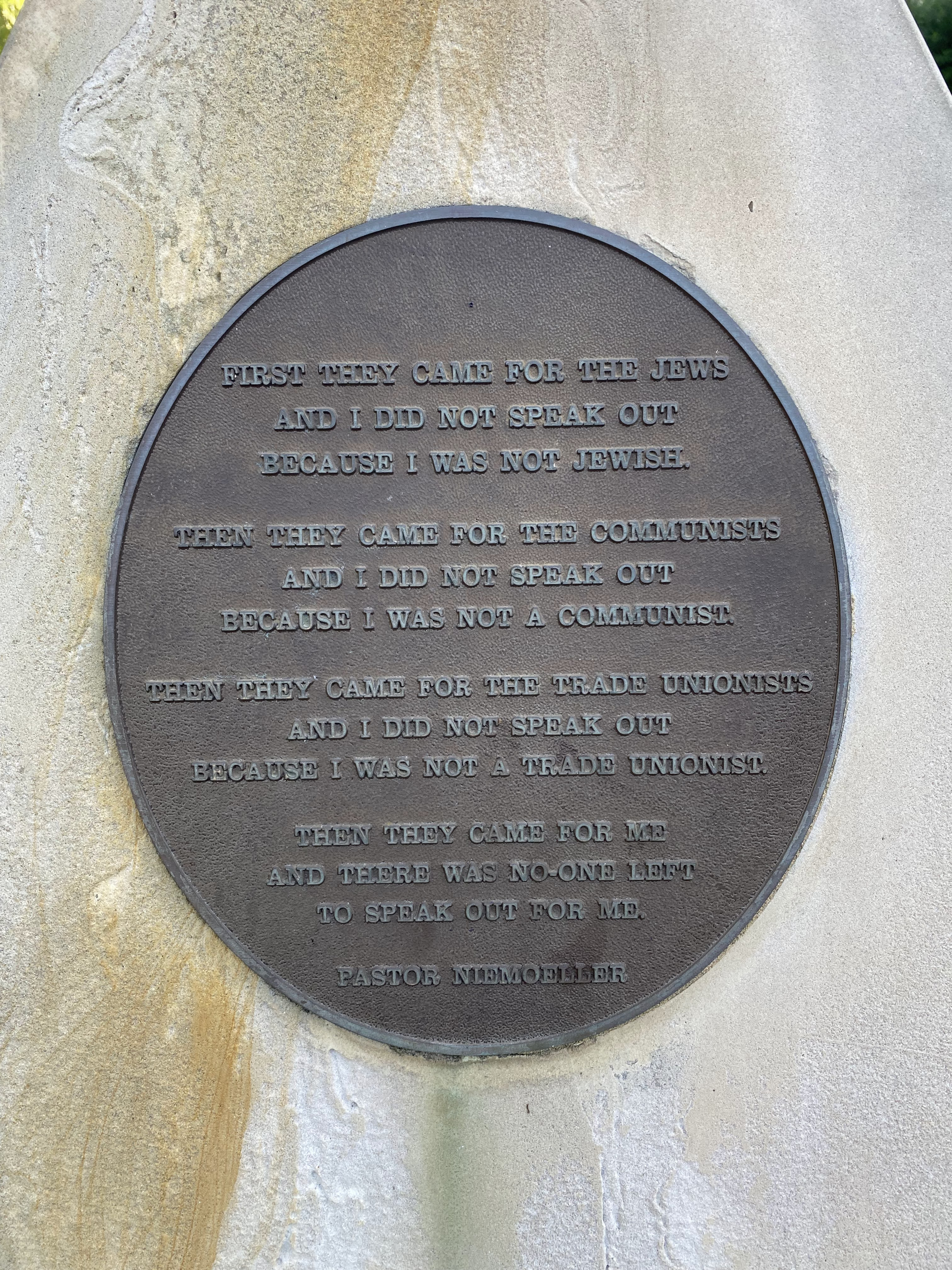
Один из вариантов на английском языке, Австралия

Когда нацисты хватали коммунистов, я молчал: я же не был коммунистом.

Когда они сажали социал-демократов, я молчал: я же не был социал-демократом.

Когда они хватали членов профсоюза, я молчал: я же не был членом профсоюза.

Когда они пришли за мной — заступиться за меня было уже некому.
Оригинальный текст (нем.)Als die Nazis die Kommunisten holten, habe ich geschwiegen; ich war ja kein Kommunist.

Als sie die Sozialdemokraten einsperrten, habe ich geschwiegen; ich war ja kein Sozialdemokrat.

Als sie die Gewerkschafter holten, habe ich geschwiegen; ich war ja kein Gewerkschafter.
Als sie mich holten, gab es keinen mehr, der protestieren konnte.

В разных вариантах цитаты упоминаются разные группы людей, так, в США более известен вариант:
Сначала они пришли за социалистами, и я молчал — потому что я не был социалистом.

Затем они пришли за членами профсоюза, и я молчал — потому что я не был членом профсоюза.

Затем они пришли за евреями, и я молчал — потому что я не был евреем.

Затем они пришли за мной — и не осталось никого, чтобы говорить за меня.
Оригинальный текст (англ.)First they came for the Socialists, and I did not speak out - Because I was not a Socialist.

Then they came for the Trade Unionists, and I did not speak out - Because I was not a Trade Unionist.

Then they came for the Jews, and I did not speak out - Because I was not a Jew.

Then they came for me - and there was no one left to speak for me.

## Использование
Как пишет Гарольд Маркузе, выбор тех или иных групп для упоминания зависит от того кто и где использует эту цитату. Например, в Мемориале Холокоста в Бостоне, где много ирландцев-католиков, в четвёртой группе сказано «Затем они пришли за католиками, и я не высказался, потому что я был протестантом». В версии в Вашингтоне «коммунистов» заменили «социалисты», а в Германии на сайте Фонда Мартина Нимёллера исключены «евреи».
Существует также множество аллюзий на это высказывание, например, речь губернатора Флориды Рика Скотта в поддержку кандидата в президенты США Митта Ромни.